# Ахмоличи
Ахмоличи (сев.-зап. мар. Лемтӹж) — деревня в Кугальском сельском поселении Яранского района Кировской области.

## Расположение
Расположена на речке Охмаске, притоке реки Немдеж.

## История
Поселение северо-западных марийцев. Первоначально входило в состав Кугушергской волости ясачных черемисов—старокрещен, а в XIX—начале XX века — Шешургской волости Яранского уезда Вятской губернии. В 2 км от деревни находился Воздвиженский Домнушкин монастырь.

## Население
| 2010 |
| ---- |
| 2    |